# RinRin Doll
RinRin Doll (nacida el 2 de agostode 1988) es una modelo y bloguera estadounidense que vive en Japón. RinRin Doll modela principalmente para marcas y publicaciones japonesas de moda alternativa, incluidas Angelic Pretty y KERA.

## Carrera
RinRin Doll se interesó por primera vez en la moda lolita en la escuela secundaria cuando su amiga compró una copia de Gothic & Lolita Bible. RinRin Doll modeló por primera vez para la marca de moda lolita Angelic Pretty para su desfile de moda en Pacific Media Expo después de que una de sus amigas, que también era la organizadora del evento, presentara una solicitud para ella sin su conocimiento. RinRin Doll dejó los Estados Unidos para estudiar en Japón, donde se volvió a conectar con Angelic Pretty y fue reclutada para convertirse en modelo de la marca en 2009. Además de Angelic Pretty, RinRin Doll también modeló para la marca Alice Age y publicaciones como KERA y Gothic & Lolita Bible.
En 2015, RinRin Doll firmó con Divine para sus actividades de modelaje. A lo largo de su carrera, RinRin Doll mantuvo un blog y cuentas de redes sociales en Facebook, Twitter e Instagram para documentar las tendencias de la moda alternativa japonesa. Más tarde se unió  aYouTube y desde entonces ha estado activa en esa plataforma. Firmó con Uuum para sus actividades en YouTube. Las apariciones de RinRin Doll en revistas, redes sociales y convenciones la llevaron a convertirse en una influenciadora de la cultura lolita y kawaii en Japón.
RinRin Doll apareció como invitada en varios episodios de NHK Kawaii International antes de convertirse en copresentadora del programa. En 2016, a RinRin Doll se le atribuyó parcialmente el mérito de popularizar la tendencia del «maquillaje Momoko».
En 2018, RinRin Doll dejó Uuum y firmó con la empresa de gestión de talentos Breaker para sus actividades en YouTube. En abril de 2020, RinRin Doll se convirtió en trabajadora independiente después de que la pandemia de COVID-19 afectara sus oportunidades laborales. Dijo en una entrevista de 2023 que durante la pandemia trabajó como VTuber. Más adelante ese mismo año, RinRin Doll colaboró con Kawaii Monster Cafe para servir una bebida basada en su imagen para su cumpleaños.
El 30 de junio de 2023, RinRin Doll colaboró con Bonjour Suzuki para lanzar la canción «Carnival Dolls». RinRin Doll coescribió la letra de la canción. En septiembre de 2023, RinRin Doll hizo su primera aparición en la pasarela de la Semana de la Moda de Tokio para la marca Pays des Fées.

## Vida personal
RinRin Doll es de ascendencia taiwanesa. Antes de mudarse a Japón, RinRin Doll vivió en Los Ángeles, California, y se graduó de la Universidad de California en Los Ángeles. Habla con fluidez inglés, chino mandarín y japonés. Cuando era niña, aprendió a tocar el piano, obteniendo un Certificado de Mérito para el nivel avanzado, y el guzheng.